# Triton 25
Le Triton 25 est un remorqueur fluvial transformé en pousseur lancé en 1954 à Petite-Synthe (Nord) par le chantier naval de Carel et Fouché.
Il appartient depuis 1997 à l'Association des Amis du Musée de la batellerie des Yvelines à Conflans-Sainte-Honorine.

## Histoire
Le Triton 25 a été commandé par la Société pour la reconstruction du parc fluvial, en réparation des dommages de guerre subis par le Triton 22, détruit à Creil par les bombardements de 1944. Il a été réalisé en acier soudé, au chantier naval Carel et Fouché à Petite-Synthe
Il est le dernier de la série des remorqueurs Triton mais surtout le dernier construit en France. À l'origine il avait un moteur diesel Duvant 6 cylindres de 300 ch.
Après quelques années (1960),  il a été transformé en pousseur. Il naviguera jusqu'en 1995. En 1973 il est doté d'un nouveau moteur diesel 8 cylindres de 400 ch Baudouin type DV8.
En 1997, après expertise de sa coque,  l'Association des amis de la batellerie (AAMB) l'achète et le restaure afin de le faire visiter à quai. Il sera prêt pour participer à l'Armada de Rouen en juillet 1999.
Il est entretenu par une équipe de bénévoles qui le garde en état de naviguer, selon les demandes ou les occasions comme lors de la parade sur la Seine lors du Pardon de la batellerie à Conflans au mois de juin de chaque année.
Il est amarré à la Halte Patrimoine, quai des Martyrs-de-la-Résistance (face 5), en contrebas du Musée de la Batellerie et des voies navigables, à Conflans-Sainte-Honorine, avec le remorqueur le JACQUES.